# Kurt Raue
Kurt Raue (Lebensdaten unbekannt) war ein deutscher Fußballspieler.

## Karriere

### Vereine
Raue gehörte dem Berliner Tennis-Club Borussia als Stürmer an, für den er in den vom Verband Brandenburgischer Ballspielvereine in zwei Gruppen durchgeführten Berliner Meisterschaften Punktspiele bestritt.
Belegte seine Mannschaft am Saisonende 1926/27 noch den zweiten Platz in der Gruppe A, so errang sie in den Spielzeiten 1927/28 und 1928/29 den Sieg. Das Finale um die Berliner Meisterschaft wurde jedoch beide Male gegen Hertha BSC, dem Sieger der Gruppe A, nach Hin- und Rückspiel mit 4:8 und 4:7 verloren, wozu im letzten Vergleich ein Entscheidungsspiel notwendig wurde. Als jeweils Zweiter der Meisterschaft war er mit seinem Verein dennoch zur Teilnahme an den Endrunden um die Deutsche Meisterschaft berechtigt. Sein Debüt gab er am 8. Juli 1928 auf dem Hamborner Platz an der Buschstraße beim 3:1-Sieg über den Crefelder FC Preussen 1895. Vier Tage später unterlag er im Viertelfinale im heimischen Stadion am Gesundbrunnen dem FC Wacker München mit 1:4. Auch im Jahr darauf ereilte ihn und seine Mannschaft das Aus im Viertelfinale; gegen den 1. FC Nürnberg wurde im Fürther Sportpark Ronhof mit 1:3 verloren. Beim 3:2-Sieg n. V. am 16. Juni 1929 im Achtelfinale zuvor gegen den Stettiner FC Titania erzielte er mit dem Siegtreffer in der 105. Minute sein einziges Endrundentor.

### Auswahlmannschaft
Als Spieler der Auswahlmannschaft des Verbandes Brandenburgischer Ballspielvereine nahm er 1929 am Wettbewerb um den Bundespokal teil und erreichte am 28. April das auf dem Berliner Preussen-Platz angesetzte Finale. Mit den jeweils zwei erzielten Toren von Fritz Iwanowski und Bruno Lehmann und dem Gegentor zum 1:3 durch Werner Widmayer wurde der Pokal gegen die Auswahlmannschaft des Norddeutschen Fußball-Verbandes mit 4:1 gewonnen. Im Jahr darauf glückte der Auswahlmannschaft des Norddeutschen Fußball-Verbandes die Revanche, in dem sie ihn und seine Auswahlmannschaft am 9. März 1930 im Altonaer Stadion mit 2:0 bezwang; zu diesem Zeitpunkt war er allerdings Spieler des Werkvereins BEWAG Berlin.

## Erfolge
- Bundespokal-Sieger 1929, -Finalist 1930
- Zweiter der Berliner Meisterschaft 1928, 1929